# Хомутець (річка)
Хомуте́ць — річка в Україні, в межах Хорольського району Полтавської області. Права притока Хоролу (басейн Дніпра).

## Опис
Довжина річки 30 км. Долина переважно вузька, відносно глибока, розгалужена, порізана балками, місцями зі стрімкими схилами. Заплава у верхів'ї місцями заболочена. Річище помірно звивисте. Споруджено кілька ставків.

## Розташування
Хомутець бере початок в районі села Стовбине. Тут зливаються два потоки: один тече з півночі від села Гасенків, другий — з півдня від села Показового. Річка тече спершу переважно на північний схід, далі — на схід, у пригирловій частині — на південь. Впадає до Хоролу між селами  Хомутець і  Довгалівка.
Над річкою розташовані села: Гасенки, Показове, Стовбине, Попівка, Хомутець, Довгалівка.